# Distância social
A distância social descreve a distância entre diferentes grupos da sociedade e se opõe à distância local. A noção inclui diferenças como classe social, raça/etnia, gênero ou sexualidade, mas também o fato de que os diferentes grupos se misturam menos que os membros do mesmo grupo. O termo é aplicado especialmente nas cidades.
Um conceito antigo, Robert E. Park definiu a distância social em 1924 como "uma tentativa de reduzir para algo como termos mensuráveis o grau e os graus de compreensão e intimidade que caracterizam as relações pessoais e sociais em geral". É a medida de proximidade ou intimidade que um indivíduo ou grupo sente em relação a outro indivíduo ou grupo em uma rede social ou o nível de confiança que um grupo tem por outro e a extensão da semelhança percebida de crenças.
O conceito de distância social aplicado ao estudo das atitudes e relações raciais. Na literatura sociológica, a distância social é conceitualizada de várias maneiras diferentes.
1. Distância social afetiva: Uma concepção difundida de distância social se concentra na afetividade. De acordo com essa abordagem, a distância social está associada à distância afetiva, ou seja, quanta simpatia os membros de um grupo sentem por outro grupo. Emory Bogardus, o criador da "escala social da distância Bogardus" baseava sua escala nessa concepção subjetivo-afetiva da distância social: "em estudos à distância social, o centro das atenções é o sentimento das reações das pessoas em relação a outras pessoas e para grupos de pessoas".[6]
2. Distância social normativa: Uma segunda abordagem vê a distância social como uma categoria normativa. A distância social normativa refere-se às normas amplamente aceitas e frequentemente expressas conscientemente sobre quem deve ser considerado como "interno" e quem é "externo/estrangeiro". Tais normas, em outras palavras, especificam as distinções entre "nós" e "eles". Portanto, a distância social normativa difere da distância social afetiva, porque concebe a distância social como um aspecto estrutural não subjetivo das relações sociais. Exemplos dessa concepção podem ser encontrados em alguns dos trabalhos de sociólogos como Georg Simmel, Emile Durkheim e, em certa medida, Robert Park.
3. Distância social interativa: Uma terceira conceitualização da distância social concentra-se na frequência e intensidade das interações entre dois grupos, alegando que quanto mais os membros de dois grupos interagem, mais próximos eles são socialmente. Essa concepção é semelhante às abordagens da teoria das redes sociológicas, onde a frequência de interação entre duas partes é usada como uma medida da "força" dos laços sociais entre elas.
4. Distância Cultural e Habitual: Uma quarta conceituação de distância social concentra-se cultural e habitual, proposta por Bourdieu (1990). Esse tipo de distância é influenciado pela "capital" que as pessoas possuem.

É possível ver essas diferentes concepções como "dimensões" da distância social, que não necessariamente se sobrepõem. Os membros de dois grupos podem interagir um com o outro com bastante frequência, mas isso nem sempre significa que eles se sentirão "próximos" um do outro ou que, normativamente, eles se considerarão como membros do mesmo grupo. Em outras palavras, dimensões interativas, normativas e afetivas da distância social podem não estar linearmente associadas.
A distância social também foi usada em um significado diferente pelo antropólogo e pesquisador intercultural Edward T. Hall, para descrever a distância psicológica que um animal pode suportar estar longe de seu grupo antes de começar a se sentir ansioso. Esse fenômeno pode ser observado em bebês e crianças que só conseguem andar ou engatinhar tão longe de seus pais ou responsáveis antes de ficarem ansiosos e rapidamente voltarem ao espaço seguro. A distância social dos bebês é bastante pequena.
Hall também observa que esse conceito de distância social foi ampliado por avanços tecnológicos como telefone, walkie talkie e televisão, entre outros. A análise de Hall da distância social veio antes do desenvolvimento da internet, que expandiu exponencialmente a distância social. A distância social está agora expandindo-se além do nosso planeta, quando enviamos pessoas para o espaço sideral em missões espaciais e até viagens pessoais ao espaço.[carece de fontes?]

## Preconceito
Diz-se que todos os indivíduos consideram sua própria cultura superior a todas as outras culturas e outras culturas inferiores por causa de suas diferenças em relação à sua própria cultura.[carece de fontes?] A distância social entre duas culturas pode finalmente se manifestar na forma de ódio.[carece de fontes?]Uma conseqüência da distância e do ódio são os preconceitos que diferentes grupos culturais supõem serem verdadeiros para diferentes grupos sociais.[carece de fontes?]Por exemplo, acredita-se que os brâmanes possuam o mais alto, e os sudras o menor status na sociedade hindu. Se uma criança brâmane alguma vez toca a criança de algum shudra, a primeira recebe um banho para se livrar de sua suposta contaminação causada por seu toque. Como resultado dessa formulação estrita de suas atividades, a criança brâmane forma um preconceito em sua mente de que os shudras são intocáveis e impuros.

## Maneiras de estudar a distância social
Algumas maneiras de medir a distância social incluem a observação direta de pessoas interagindo, questionários, tarefas de tomada de decisão em alta velocidade, exercícios de planejamento de rotas ou outras tarefas de desenho social (consulte o sociograma).
Nos questionários, normalmente é perguntado aos participantes de quais grupos eles aceitariam relacionamentos específicos, como se aceitassem um membro de cada grupo como vizinho, como colega de trabalho como parceiro de casamento. Os questionários de distância social podem não medir com precisão o que as pessoas realmente fariam se um membro de outro grupo tentasse se tornar um amigo ou vizinho. A escala de distância social é apenas uma tentativa de medir o sentimento de falta de vontade de associar-se igualmente a um grupo. O que uma pessoa realmente fará em uma situação também depende das circunstâncias da situação.
Em tarefas rápidas de tomada de decisão, estudos sugerem uma relação sistemática entre distância social e distância física. Quando solicitados a indicar a localização espacial de uma palavra apresentada ou a verificar a presença de uma palavra, as pessoas respondem mais rapidamente quando "nós" foi exibido em um local espacialmente próximo versus espacialmente distante e quando "outros" foram exibidos em um local espacialmente distante versus um localmente espacialmente. localização próxima. Isso sugere que distância social e distância física estão conceitualmente relacionadas.
Os exercícios de planejamento de rotas também sugeriram uma ligação conceitual entre distância social e distância física. Quando solicitados a desenhar uma rota em um mapa, as pessoas tendem a traçar rotas mais próximas dos amigos por onde passam e mais distantes de estranhos. Esse efeito é robusto, mesmo depois de se controlar a facilidade com que as pessoas se comunicam.
Existem evidências de que o raciocínio sobre distância social e distância física se baseia em recursos compartilhados de processamento no córtex parietal humano.
Periferia social é um termo frequentemente usado em conjunto com distância social. Refere-se a pessoas 'distantes' em relação às relações sociais. Muitas vezes está implícito que é medido a partir da elite da cidade dominante. A periferia social de uma cidade está frequentemente localizada no centro.
A periferia local, em contraste, é usada para descrever lugares fisicamente distantes do coração da cidade. Esses lugares geralmente incluem subúrbios socialmente próximos do centro da cidade. Em alguns casos, a periferia local se sobrepõe à periferia social, como nos banlieues de Paris.

Em 1991, Mulgan afirmou: "Os centros de duas cidades costumam ser mais propensos a fins práticos do que às suas próprias periferias". Essa referência à distância social é especialmente verdadeira para cidades globais. 